# Pterigynandrum rotundifolium
Pterigynandrum rotundifolium là một loài Rêu trong họ Pterigynandraceae. Loài này được (Sm.) Steud. miêu tả khoa học đầu tiên năm 1824.